# Jørgen Boberg
Jørgen Brems Boberg (født 24. oktober 1940 i Roskilde, død 24. august 2009) var en dansk kunstmaler.
Han blev gift i 1984 med journalist og forfatter Rie Boberg. Han var far til forfatteren Thomas Boberg (født 1960), skuespiller Sarah Boberg (født 1966), teaterleder, dramatiker og instruktør Simon Boberg (født 1969) og fik med Rie tillige sønnen Daniel.
Han debuterede i 1962 på Kunstnernes Efterårsudstilling. I 1966 var han medstifter af Kunstnergruppen Passepartout og siden 1972 medlem af Grønningen.
Han blev tildelt såvel Eckersberg Medaillen som Thorvaldsen Medaillen.
I 30 år boede Jørgen Boberg ved Pietrasanta i Toscana i Italien.